# Aeroporto Internazionale Nnamdi Azikiwe
L'Aeroporto internazionale Nnamdi Azikiwe (IATA: ABV, ICAO: DNAA) è la principale struttura aeroportuale di Abuja, capitale della Nigeria. Fu intitolato al primo presidente nigeriano Nnamdi Azikiwe. La struttura comprende un terminal per voli nazionali e internazionali, che condividono la medesima pista.
Nel 2011, l'aeroporto ha gestito 4 216 147 passeggeri, suddivisi fra 3 624 862 su voli nazionali e 591 285 su voli internazionali, con un incremento rispetto al 2010 rispettivamente del 7,8 % e 5,3 %.
Il 13 novembre 2006 è stato siglato un accordo tra il governo e il consorzio Abuja Gateway Consortium che prevede la gestione dell'aeroporto per i prossimi 25 anni. Il contratto comprende la gestione e lo sviluppo di infrastrutture aeroportuali come hotel, parcheggi e spazi per lo shopping.